# Taypaliito iorebotco
Taypaliito iorebotco är en spindelart som beskrevs av Alberto Barrion och James A. Litsinger 1995. Taypaliito iorebotco ingår i släktet Taypaliito och familjen krabbspindlar.
Artens utbredningsområde är Filippinerna. Inga underarter finns listade i Catalogue of Life.